# El clavel y la rosa
O Cravo e a Rosa (traducción y título en español: El clavel y la rosa) fue una telenovela de gran éxito en Brasil emitida entre 2000 y 2001 por TV Globo en el horario de las 18:00.
Escrita por Walcyr Carrasco y Mário Teixeira, con la colaboración de Duca Rachid, dirigida por Amora Mautner, Ivan Zettel y Vicente Barcellos, con la dirección general de Walter Avancini y Mário Marcio Bandarra sobre núcleo de Dennis Carvalho. Fue una adaptación libre de la obra La fierecilla domada, de William Shakespeare, y una nueva versión de la novela O Machão, escrita por Ivani Ribeiro y transmitida por la Rede Tupi entre 1974 y 1975.
Protagonizada por Adriana Esteves y Eduardo Moscovis, con la participación antagónica de Vanessa Gerbelli, Maria Padilha, Drica Moraes, Rodrigo Faro y los primeros actores Carlos Veresa, Eva Todor, y la actuación estelar de Leandra Leal, Ângelo Antônio, y los primeros actores Taumaturgo Ferreira, Luis Melo, Cláudio Corrêa e Castro, Pedro Paulo Rangel y Ney Latorraca.

## Argumento
La bella Catalina Batista (Adriana Esteves) es una mujer moderna, en la sociedad paulista de la década de los veinte, que rechaza el papel femenino de restringirse a hacer actividades de casa. Julián Petruchio (Eduardo Moscovis) es un hombre cuya creencia es que la mujer debe ser la reina de la casa. Dos personas tan diferentes viven un romance contradictorio. Conocida como la Fiera por botar todos sus pretendientes y hacerlos salir corriendo, Catalina se va a esbarrar con la terquedad cínica de Petruchio que, inicialmente, decide conquistarla para, con lo dote de la boda, salvar su hacienda de ser subastada. Ellos acaban enamorándose, pero no dan el brazo a torcer, vivenciando escenas muy bien humoradas de discusiones y peleas volcánicas. Él fingiéndose de cordero y ella cada vez más furiosa con su insistencia.
Pero hay los que están contra y a favor de ese improbable romance. Comenzando por la familia de Catalina. Batista (Luís Melo), su padre, quiere verla casada, librarse del constreñimiento que pasa a causa de las actitudes de la hija y lanzar su candidatura a alcalde. Bianca (Leandra Leal), la hermana más buena, es el contrapunto de Catalina: quiere ponerse de novia y casarse, pero solo tendrá permiso para hacerlo una vez que la hija mayor arregle con un pretendiente. Cornelio (Ney Latorraca), tío de Petruccio, apoya al sobrino, así como Calixto (Pedro Paulo Rangel), viejo empleado de la hacienda que considera a Petruccio como un hijo. También apoyan el romance Dinora (Maria Padilha) y Josefa (Eva Todor), hermana y madre del deportista Hector (Rodrigo Faro), ya que las dos quieren verlo casado con Bianca, a causa de la fortuna de los Batista.
Entre los que no aprueban la boda, está la ardilosa Linda (Vanessa Gerbelli), criada con Petruchio en la hacienda, apasionada por él y que cuenta con la ayuda de Januario (Taumaturgo Ferreira) para entorpecer el noviazgo de los dos; el periodista Serafin (João Vitti), que pretende conquistar a Catalina para poder tener dinero para su revista, y el villano Joaquín (Carlos Vereza), hombre misterioso cuyo objetivo es arruinar a Petruccio porque cree que él fue el responsable por la perdición de su única hija, Marcela (Drica Moraes).
Y, para empeorar ese escenario, llega Marcela, venida de París, para apoderarse de los bienes del ingenuo padre y reconquistar de una vez a Petruchio, batiendo de frente con la fiera Catalina.

## Elenco
| Actor                      | Personaje                               |
| -------------------------- | --------------------------------------- |
| Adriana Esteves            | Catalina Batista                        |
| Eduardo Moscovis           | Julián Petruchio                        |
| Drica Moraes               | Marcela Almeida                         |
| Drica Moraes               | Muriel                                  |
| Leandra Leal               | Bianca Batista                          |
| Ângelo Antônio             | Profesor Edmundo de las Nieves          |
| Pedro Paulo Rangel         | Calixto                                 |
| Luís Mello                 | Nicanor Batista (Batista)               |
| Ney Latorraca              | Cornelio Valente                        |
| Maria Padilha              | Dinora de Moura Valente                 |
| Cláudio Corrêa e Castro    | Normando Castor                         |
| Eva Todor                  | Desireé                                 |
| Eva Todor                  | Josefa Lacerda de Moura                 |
| Carlos Vereza              | Joaquim de Almeida Leal                 |
| Taumaturgo Ferreira        | Januário de Almeida Leal                |
| Tássia Camargo             | Joanna Penaforte                        |
| Suely Franco               | Mimosa Gómez da Costa                   |
| Rodrigo Faro               | Héctor Lacerda de Moura                 |
| João Vitti                 | Periodista Serafín Amaral Tourinho      |
| Vanessa Gerbelli           | Linda de Oliveira                       |
| Murilo Rosa                | Celso de Lucca                          |
| Carlos Evelyn              | Fabio Moreira (Mudito)                  |
| Carla Daniel               | Lourdes de Castro                       |
| Virgínia Cavendish         | Bárbara Maciel                          |
| Ana Lúcia Torre            | Leonor Fernández (Neca)                 |
| Bia Nunnes                 | Dalva Lacerda Pinto                     |
| Miriam Freeland            | María Cándida Lacerda Pinto (Candoca)   |
| Rejane Arruda              | María Quiteria de Andrade (Kiki Duprèe) |
| Luiz Antônio do Nascimento | Orozimbo de Sousa (Buscapé)             |
| Júlio Levy                 | Cosme                                   |
| Bernadeth Lyzio            | Berenice                                |
| Taís Miller                | Fátima                                  |
| João Capelli               | Jorgito                                 |
| Matheus Petinatti          | Teodoro Seabra                          |
| Déo Garcez                 | Ezequiel                                |
| Paulo Hesse                | Delegado Sansón Farias                  |
| Sérgio Módena              | Ignacio                                 |
| Gláucio Gomes              | Gerente de hotel                        |
| Roney Villela              | Jack                                    |
| Jamaica Magalhães          | Benedicta                               |
| Rosane Corrêa              | Etelvina                                |
| Lúcia Alves                | Dra. Hildegard                          |
| Isaac Bardavid             | Felisberto                              |
| Nelson Xavier              | Dr. Cayo                                |
| Nizo Neto                  | François                                |
| Alexandre Barillari        | Manuel                                  |

## Banda sonora
- Jura (tema de apertura) (Zeca Pagodinho)
- Olha o que o amor me faz (Sandy & Junior), tema de Bianca y el profesor Edmundo
- O cravo e a rosa (Jair Rodrigues)
- Nada sério (Joanna), tema de Candoca y Celso
- Tristeza do Jeca (Sérgio Reis), tema de Januario y Linda
- Mississipi rag (Claude Bolling)
- Quem toma conta de mim (Paula Toller)
- Lua branca (Verônica Sabino)
- Odeon (Sérgio Saraceni)
- Coquette (Guy Lombardo)
- Tua boca (Belo), tema de Catalina y Petruchio
- Tea for two (Ella Fitzgerald y Count Basie)
- Rain (Sérgio Saraceni)
- On the Mississipi (Claude Bolling)